# عدوى قمل الرأس
عدوى قمل الشعر والمعروف أيضاً بقمّال الرأس هي عدوى تصيب شعر وفروة الرأس تسببها قمل الرأس (قمل شعر الإنسان) والحكة التي سببها القمل هو أمر شائع وقد لا يظهر لمدة تصل إلى ستة أشهر عند الإصابة بالعدوى للمرة الأولى، وتظهر هذه الأعراض بشكل أسرع عند الإصابة بالعدوى للمرة الثانية، هذه الحكة قد تسبب مشاكل أثناء النوم ولكنها وبشكل عام لا تعد حالة خطيرة، وينشر القمل أمراضاً أخرى في أفريقيا ولكن ليس في أوروبا أو أمريكا الشمالية.
ينتشر قمل الرأس عن طريق الإتصال المباشر بشعر الإنسان المصاب ومسببات العدوى ليست لها علاقة بالنظافة. الحيوانات كالكلاب والقطط ليس لها دور في نقل العدوى، يعيش القمل على شعر رأس الإنسان ويتغذى على دمه ويبلغ طوله في الشخص البالغ حوالي 2 إلى 3 ملم ولايمكنه أن يعيش لأكثر من ثلاثة أيام إذا لم يكن متصل بالإنسان، وهناك نوعين من العدوى تصيب الإنسان هما قمل الجسم وقمل العانة. للقيام بالتشخيص يجب إيجاد القمل حي عن طريق استخدام المشط، ولايعد قشر البيض المسمى بالقمل كافيا للتشخيص
وتشمل المعالجة الممكنة: تمشيط الشعركثيرا بمشط مسنن أوحلق شعر الرأس كليا هناك عدد من العلاجات الفعالة مثل الملاثيون والإيفرميكتين أوداميثيكون وهوزيت السيليكون وهومايفضل إستخدامه لقلة خطورة أعراضة الجانبية وأيضا البيريثرويد كالبريرميثرين ولكن يصبح أقل فعالية بسبب تزايد المقاومة، كما يوجد أدلة قليلة لأدوية بديلة
عدوى القمل شائع خصوصا بين الأطفال ففي أوروبا تكون العدوى بين 1 إلى 20 % من مجموعات مختلفة من الأشخاص وفي الولايات المتحدة تكون بين 6 إلى 12 مليون طفل سنويا وهوشائع عند الإناث أكثر من الذكور وذكر في الماض أن القمل مفيد لأنه يحمي من خطر قمل الجسم، هذه العدوى تسبب وصمة على الفرد المصاب

## الأعراض والعلامات

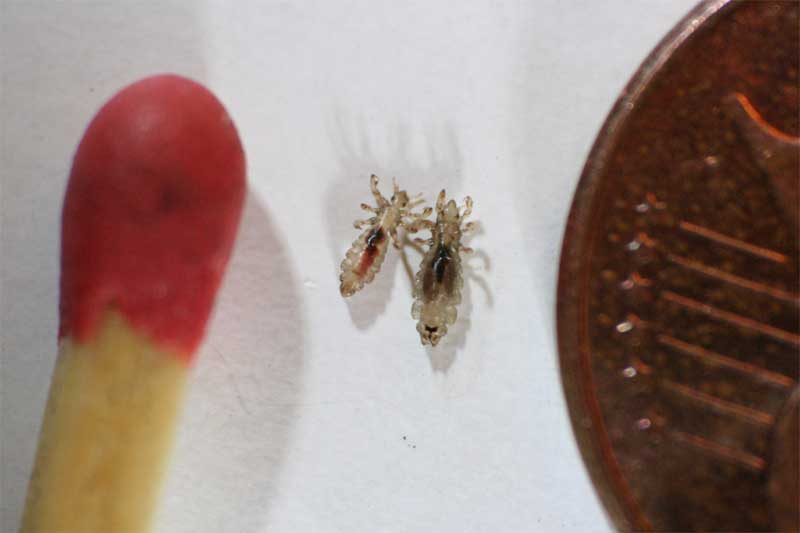

بشكل عام قمل الشعر ينزع الراحة ولكنه لايشكل حالة خطيرة وأشهر الأعراض هي الحكة في الرأس والتي تتفاقم من ثلاث إلى أربعة أسابيع بعد الإصابة الأولية وألم اللدغة متوسط ومن النادر رؤيته بين الشعر ويمكن رؤية اللدغات خصوصا على رقبة الشخص الطويل شعره، عند وضع الشعر على الجنب من النادر وجود حمة وتورم في الغدد الليمفاوية المحلية وقد تسبب الحكة انهيار الجلد ونتيجة غير مألوفة في عدوى بكتيريه
تعد أثيوبيا مولد قمل التيفوس الوبائي والبرتونيلة كوينتانا ولا يظهر في أوروبا أن القمل يحمل هذه الوباءات.

## الأسباب
ينتشر قمل الرأس عن طريق إتصال الرأس برأس المصاب مباشرة والانتقال عن طريق مشاركة السرير أوالملابس كأغطية الرأس هوأقل شيوعا وسبب عدوى قمل الرأس ليس له علاقة بالنظافة ولا بطول الشعر ولا بعدد مرات تمشيط الشعر الذي يؤثر على خطر الإصابة
ينتقل قمل الجسم عن طريق الإتصال المباشر بالجسم والملابس أوالأغراض الشخصية لشخص حامل للقمل أصلا أما قمل العانة فينتشر على الأغلب عن طريق الأتصال الحميمي مع شخص مصاب. يظهر قمل الشعر في الرأس وقمل الجسم على الملابس وقمل العانة على الشعر القريب من الفخذ ولايمكنه الظهور على البشرة

## التشخيص

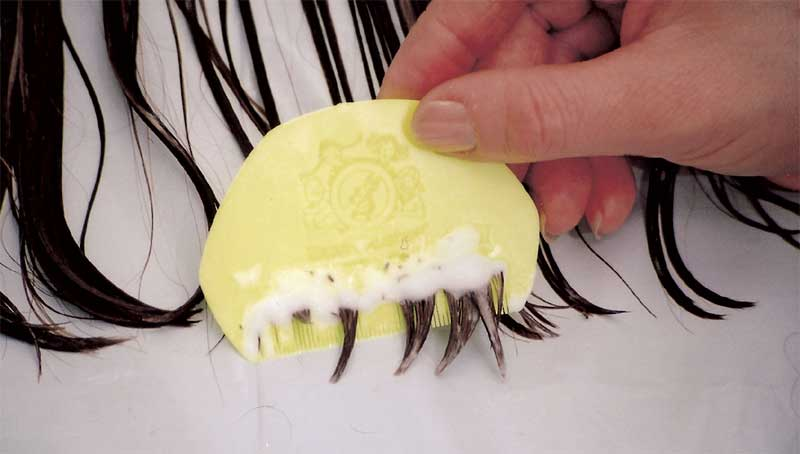

تستخدم طريقة التمشيط الرطب بمشط القمل (علة المغفل) للتشخيص والمعالجة، ومن الممكن رؤية قمل الرأس في الرغوة
يتم تشخيص الحالة عن طريق إيجاد قمل حي في الشعر وليس كافيا إيجاد بيض فارغ فقط ومن الأسهل استخدام العدسة المكبرة أوالمشط في شعر الطفل. في بعض الحالات من الممكن أن يشار الطفل إلى الصحة المهنية ولكن الإفراط في تشخيص الحالات يجري بطريقة خاطئة فيتم تشخيص الغير مصابة على أنها مصابة وكنتيجه لذلك فالعلاج عن طريق قتل القمل يستخدم أكثر على الأطفال الغير مصابين بالعدوى من الأطفال المصابين إن استخدام مشط القمل هي أكثر طريقة فعالة للكشف عن القمل الحي وعند استخدام هذه الطرق يجب الانتباه للمناطق التي تكون قريبة من الأذن والتي في مؤخرة العنق ويساعد استخدام العدسة المكبرة لفحص المواد التي تم جمعها بين أسنان المشط في الحماية من التشخيص الخطأ
ظهور القمل الحي وحده ليس مؤشرا دقيقا على وجود عدوى قمل الرأس وبشكل عام فإن القمل الأبيض هوأغلفة بيض فارغة أما القمل البني فمن الممكن أن يحتوي على يرقات قملة قابلة للحياة إحدى الطرق لتحديد نوع القمل الصغير هوعن طريق ضغطه بين الأظفرين فيظهر صوت فقع مميز وكأن البيض انفقس والأطفال الذيين لديهم قمل صغير في شعرهم يملكون نسبة 35-40% بإصابتهم بالقمل الحي والبيض إذا تم الكشف عن أي قمل يجب فحص العائلة (خصوصا الأطفال الذين أعمارهم فوق الثلاثة عشر) عن طريق استخدام مشط القمل ومعالجة الأشخاص المصابين بالعدوى فقط طالما لم يتم الكشف عن أي قمل حي يعتبر الطفل إذا غير مصاب بعدوى قمل الرأس ووفقا لذلك لا تتم معالجة الطفل بمبيد القمل إلا عند الكشف عن وجود قمل حي في الشعر (وليس بسبب وجود بيض القمل أوالقمل الصغير في الشعر وليس بسبب حكة فروة الرأس)

## الحماية

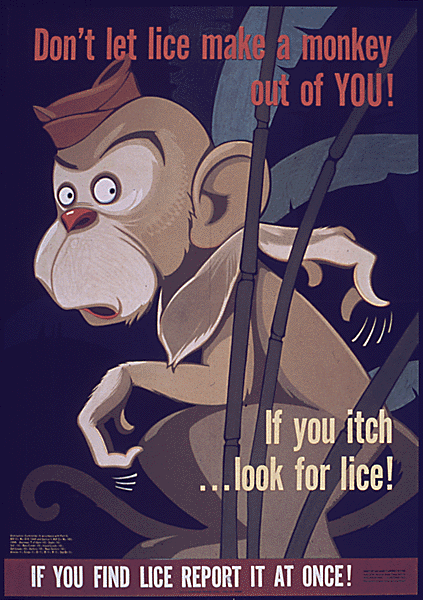

صنع ملصق في عصر الحرب العالمية الثانية في أمريكا لمنع تفشي عدوى قمل الرأس بين الجنود
القيام بفحص رأس الطفل في فترات منتظمة باستخدام مشط القمل يساعد في تشخيص عدوى القمل في مراحله الأولى فالتشخيص المبكر يجعل المعالجة أسهل ويقلل من احتمالية نقل العدوى للأخريين في الأماكن والأوقات التي يكون فيها القمل شائع، يقوم الآباء بعمل فحص اسبوعي للأطفال خصوصا التي تكون أعمارهم من 4 إلى 5 سنوات للمساعدة على السيطرة إن الفحوصات الإضافية ضرورية إذا قام الطفل بمخالطة الأطفال المصابين أوإذا قام الطفل بشكل متكرر بحك رأسه أورأسها أوعند ظهور القمل فجأة على شعر الطفل إن إبقاء الشعر الطويل أنيقا يساعد للحماية من عدوى قمل الرأس
الملابس والمناشف والسرير والأمشاط والفرش التي تكون مخالطة مع الشخص المصاب يمكن تطهيرها عن طريق تركها في الخارج لأسبوعين على الأقل أوعن طريق غسلها في درجة حرارة 60 درجة مؤية لمدة 30 دقيقة وهذا لأن القمل البالغ يعيش فقط ليوم أويومين بدون وجبة دم ويعتمد بشكل كبير على دفء جسم الإنسان وليس من الضروري استخدام علاج حشرات المنزل والأثاث

## العلاج
هناك عدد من العلاجات الفعالة لعدوى قمل الرأس وهذه الطرق تتضمن استخدام المشط وحلق الشعر والكريمات الطبية والهواء الحار ويتطلب استخدام الكريمات الطبية مرتين اسبوعيا قمل الرأس ليس عذرا لإبقاء الأطفال في المنزل وعدم ذهابهم للمدرسة لأن خطر انتشاره قليل

### المقاييس الميكانيكية
يمكن لحلق الرأس ان يكون علاج فعال للقمل ويستطيع بعض الأشخاص استخدام المشط المبلل عدة مرات في اليوم لعدة أسابيع للتخلص من القمل وهذا يتطلب استخدام فرشاة خاصة بالقمل تتميز بكثرة اسنانها الدقيقة وهذه طريقة ينصح بها للرضع والحوامل
ونوع آخر من العلاجات هواستخدام الحرارة عن طريق مجفف الشعر

### علاجات
هناك العديد من العلاجات التي تقضي عى القمل ففعالية الدميثكون هي مابين 70 و97% مع انخفاض معدل الأعراض الجانبية وبسبب ذلك يفضل إستخدامه كعلاج ويعمل بالوسائل المادية ولا يوجد هناك أي دليل على مقاومته وايفرميكشن فعال بنسبة 80% ولكن قد يسبب تهيج جلدي موضعي أما المالاثيون فهوفعال بنسبة 90% ولكن هناك احتمالية التسمم ويمتلك البيريثرويد كالبيرمثرين والأكثر إستخداما انخفاض في معدلات الفعالية بسبب المقاومة بين القمل. تختلف الفعالية من 10إلى 80% اعتمادا على عدد السكان وأظهرت الأدوية فعاليتها مع المرطبات أكثر من فعاليتها مع الشامبو.

### علاجات بديلة
تم الترويج لزيت شجرة الشاي كعلاج لقمل الرأس ولكن هناك خلاف حول فعاليته، وأوصت نشرة في عام 2012 لعلاج قمل الرأس ضد استخدام زيت شجرة الشاي للأطفال لأنه قد يسبب تهيج الجلد أو ردّة فعل تحسسية بسبب الموانع أو قلة المعرفة بما يتعلق بسلامة الزيت وفعاليته. وتم التأكيد على عدم فعالية بعض العلاجات المنزلية الأخرى كوضع الخل أو كحول الأيزبروبيل أو زيت الزيتون أو الميونيز أو إذابة الزبدة تحت قبعة الإستحمام. وفقاً لمركز مكافحة الأمراض الدولي فإن السباحة ليس لها تأثير على القمل وتقلل من فعالية بعض العلاجات.

### البيئة
يحرص بعض الناس وبعد العلاج بتنظيف الفراش وكنس جميع المناطق التي لامست الرأس كمقعد السيارة أغطية المعاطف والأرائك ولكن هذا ليس ضروريا لأن القمل البالغ يموت بغضون يومين بدون وجود وجبة دم ويموت القمل الذي فقس حديثا بغضون دقائق من فقسه. يمكن إزالة القمل من المشط والفرشاة بوضعه في ماء مغلي لمدة 5-10 دقائق ويمكن تجميدها أيضا بأقل بكثير من نقطة تجمد الماء ولمدة 24 ساعة للتأكد من أن بلورات الثلج أصبحت داخل خلايا القمل.

## علم الأوبئة
ازداد عدد الحالات المصابة بعدوى قمل الرأس أو (حشيشة الرأس) في جميع أنحاء العالم منذ منتصف عقد 1960 وتبلغ سنوياً مئات ملايين الحالات، وتم تقدير ما بين 1 إلى 20% من مجموعات محددة في أوروبا تم إصابتهم بالعدوى.
بغض النظر عن تطور العلاجات الطبية والوقائية لأمراض الأنسان خلال القرن العشرين لا يزال قمل الشعر متفشٍ وبعناد، ففي عام 1997 كشفت 80% من المدارس المتوسطة في أمريكا عن حالة واحدة على الأقل من حالات تفشي القمل. كانت عدوى القمل أنذاك أكثر تفشيا من الجدري.
يتم علاج حوالي 6-12 مليون طفل ممن تتراوح أعمارهم بين 3 و11 من قمل الرأس سنوياً في الولايات المتحدة وحدها. وتم الكشف أيضاً عن حالات متقدمة من عدوى قمل الرأس من جميع أنحاء العالم ومنها إسرائيل والدنمارك والسويد والمملكة المتحدة وفرنسا وأستراليا.
يعتبر عدد الأطفال في الأسرة ومشاركة السرير والملابس وعادات غسل الشعر والعادات والتقاليد والتواصل الاجتماعي والرعاية الصحية في مناطق محددة كالمدارس والمستوى الاقتصادي والاجتماعي جميعها عوامل خطر مهمة لانتشار عدوى قمل الرأس. أما الأطفال الأكثر إصابة بالعدوى فهم المجموعات الذين أعمارهم تكون ما بين 4 إلى 13 عاماً ويعتبر الأطفال الأمريكيين من أصل أفريقي في الولايات المتحدة أقل عرضة للإصابة بالعدوى.
أوردت الخدمات الصحية الوطنية في المملكة المتحدة ووكالات الصحة الأمريكية أن القمل يفضل الشعر النظيف لأنه من السهل علوق البيض فيه.
عدوى قمل الرأس أكثر شيوعاً لدى العائلات التي تتضمن أطفالاً أعمارهم بين 3 إلى 10 سنوات، وتصاب النساء بالقمل ضعف الرجال وتكون الإصابة نادرة في الأشخاص المنحدرين من منطقة البحر الكاريبي أو الذين من أصل أسود بسبب كثافة الشعر، لكن هذا لا يمنع انتقال القمل لهؤلاء الأطفال عن طريق اتصال الرأس برأس أحد الأطفال الآخرين.

## حيوانات أخرى
يعرف القمل بشكل عام بحشيشة القمل ويظهر في عدة أنواع من الثدييات والطيور وهي ليست مثل الكائنات الحية التي تسبب قمل الرأس في الإنسان.